# Vorotnaberd
 Vorotnaberd  (en armenio: Որոտանաբերդ), también conocido como Castillo de  David Bek) es una importante fortaleza a lo largo de una cresta con vistas a la garganta del río Vorotán, entre las localidades de Vaghatin y Vorotán en la provincia de Syunik de  Armenia. El castillo-fortaleza se encuentra a 1.365 metros sobre el nivel del mar.

## Historia
Vorotnaberd fue destruida varias veces por invasiones extranjeras. En el año 1104 y posiblemente también en 1219 la dinastía selyúcida atacó la fortaleza y el cercano monasterio de Vorotnavank a 3 kilómetros al noroeste. Ivane Zakarian liberó el castillo del poder del enemigo y pasó el control de Vorotnavank y Voronaberd a Liparit Orbelian perteneciente a la noble familia de Orbelian, los cuales realizaron las reparaciones en el cercano monasterio para conseguir su nuevo funcionamiento.
Otras invasiones que sufrió la fortaleza fue la de los mongoles-tártaros alrededor de 1236, y más tarde por fue sitiada por el ejército de Timur Lenk en 1386. Durante los asedios de las fuerzas extranjeras se utilizó un pasadizo subterráneo que la conectaba con el río Vorotán.
En 1724 David Bek, un militar armenio, tomó el control de Vorotnaberd entonces bajo el poder del Melik Baghri, este incidente hizo que las persones que vivían en la región comenzaran a llamar a la fortaleza por el nombre del «Castillo de David Beck».

## Galería

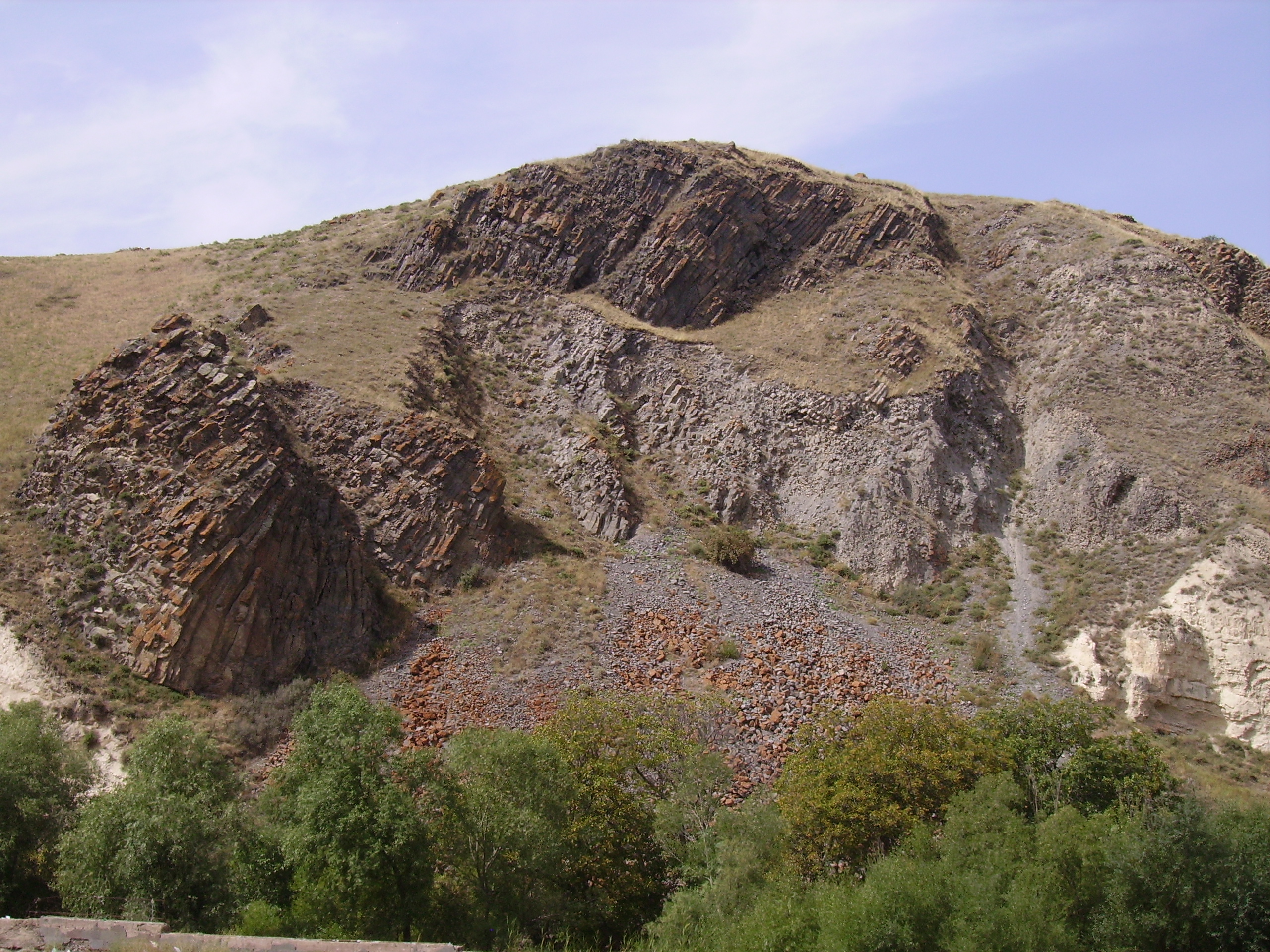
Vista de Vorotnaberd.
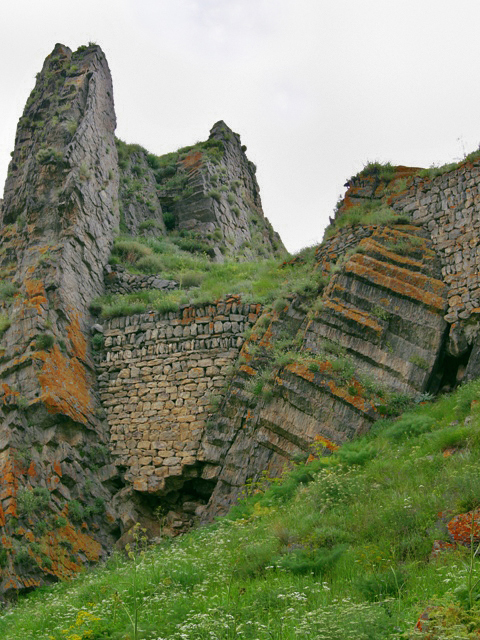
Resto de un muro.
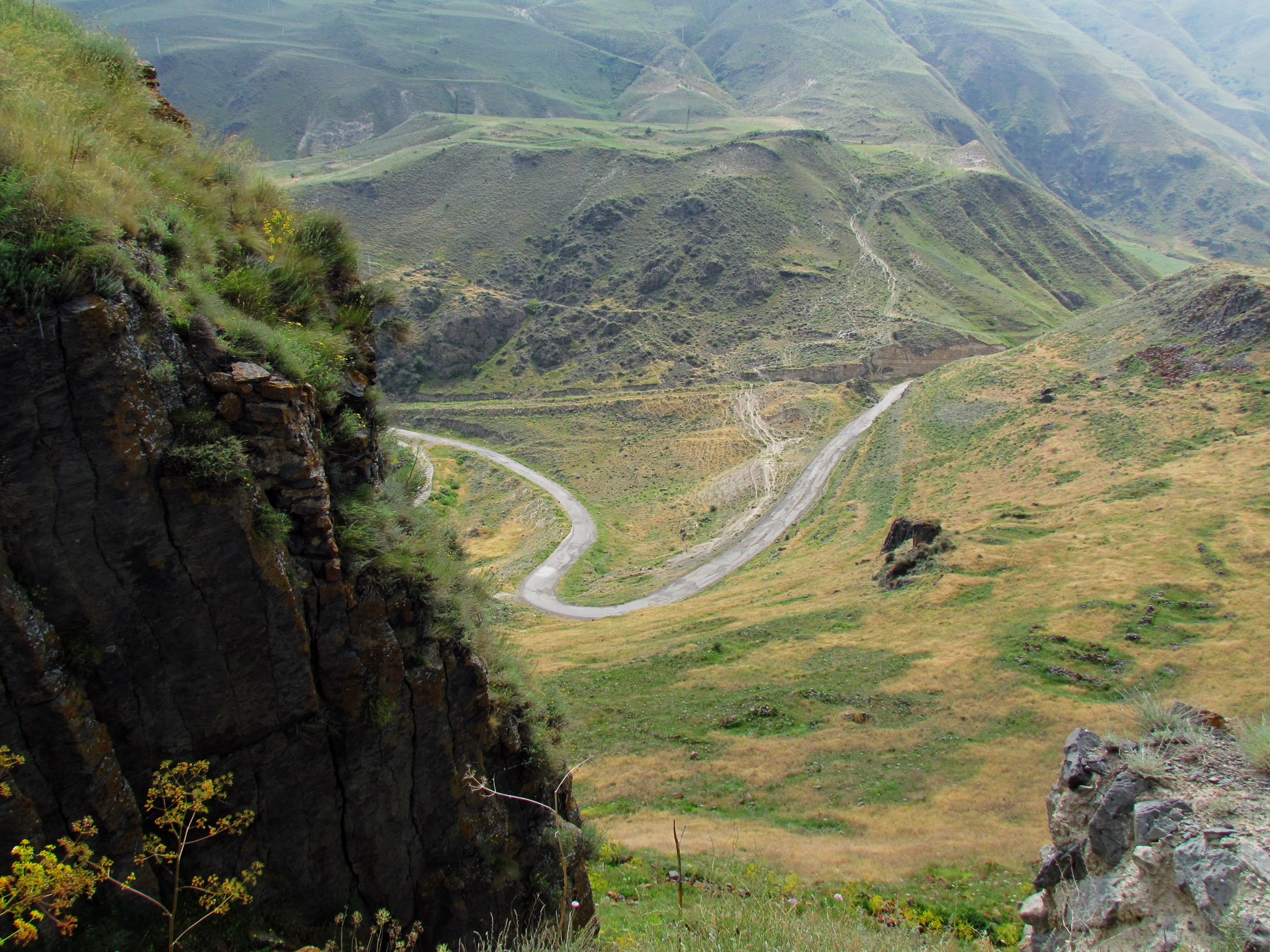
Vista general.
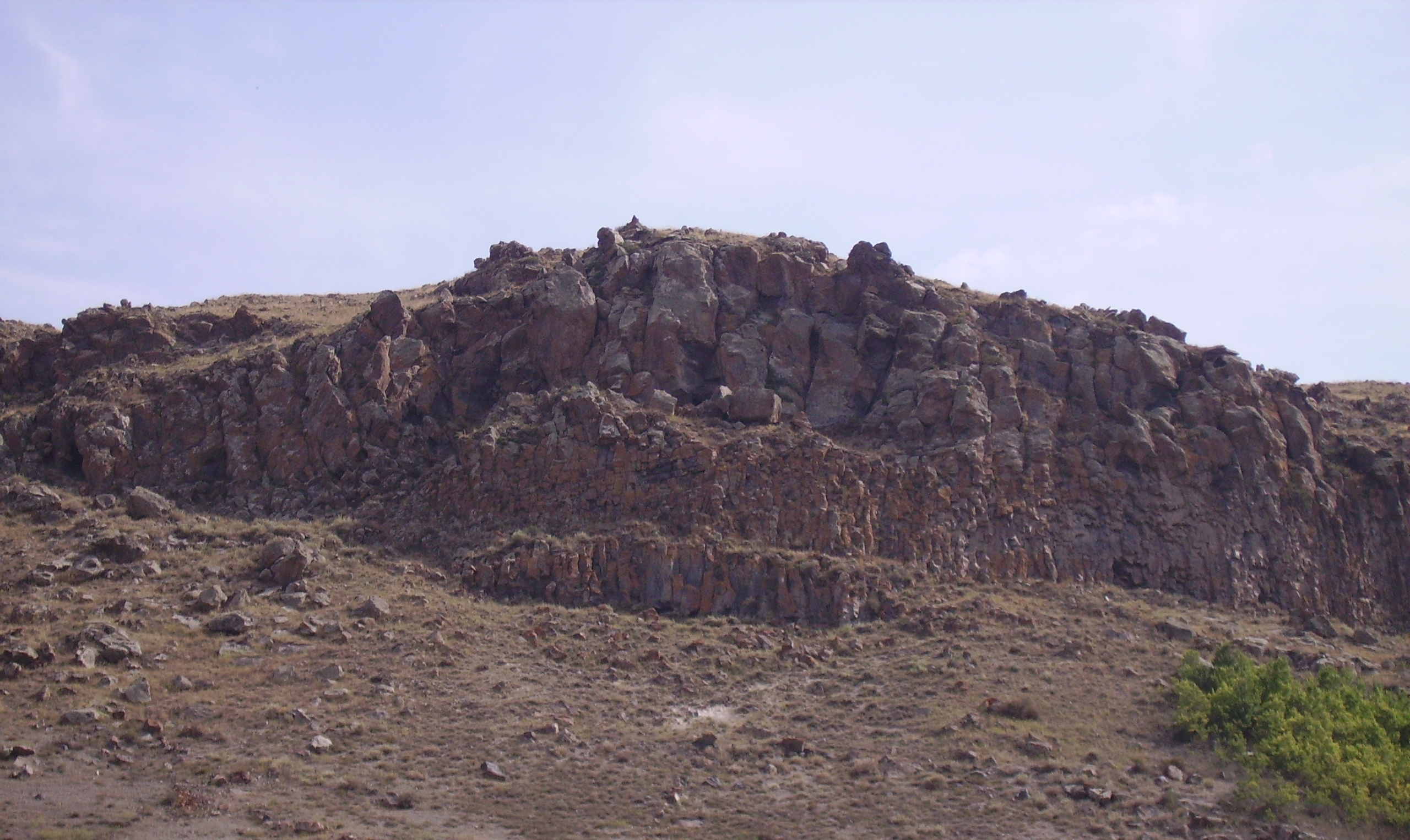
Restos de la fortaleza.